# A Carta (1999)
A Carta é um filme português realizado em 1999 por Manoel de Oliveira.

## Prémios
Festival de Cannes
| Ano  | Categoria     | Resultado |
| ---- | ------------- | --------- |
| 1999 | Prix du Jury  | Vencedor  |
| 1999 | Palma de Ouro | Nomeado   |